# Фидас, Власиос
Вла́сиос Фида́с (греч. Βλάσιος Φειδάς; род. 19 февраля 1936, Кьятон) — греческий церковный историк, богослов, почётный профессор Афинского университета. Декан Института высших исследований в области православного богословия при Православном центре Константинопольского патриархата в Шамбези (2003—2019).

## Биография
После завершения общего образования в своём родном городе он в 1948 году был принят в Среднюю церковную школу Коринфа  и по окончании её в 1955 году был принят в Богословскую школу Афинского университета, получив стипендию от Государственного стипендиального фонда на время учёбы. После окончания университета в 1959 году он получил стипендию того же фонда для прохождения последипломного образования по каноническому праву и новую стипендию от Всемирного совета церквей для обучения в университетах Дублина и Манчестера, где он учился с 1960 по 1961 год. С 1961 по 1963 год он занимал должность аспиранта Института церковного права Страсбургского университета. Он посещал курсы церковной истории, экклезиологии, истории церковных учреждений, истории римского права, истории Византии, русского языка и филологии и немецкого языка. Его докторская диссертация по каноническому праву в ноябре 1963 года касалась влияния источников византийского и канонического права на формирование раннего права на Руси и называлась «Устав князя Владимира. Происхождение и правовые основы» (Le Reglement du prince Vladimir. Origine et fondements juridiques).
Во время своего пребывания в должности он работал переводчиком в армии в качестве прикомандированного к Секретариату королевских дворцов  (1964—1965). В 1966 году, после того как его докторская диссертация «Первая в России церковная иерархия и русские источники» (греч. Η πρώτη εν Ρωσία εκκλησιαστική ιεραρχία και αι ρωσικαί πηγαί) была утверждена на кафедре всеобщей церковной истории, он сначала был назначен ассистентом на Отделении практического богословия  и руководителем  преподавания канонического права. В 1970 году был избран приват-доцентом  с работой «Условия формирования института Пентархии Патриархов» (Προϋποθέσεις διαμορφώσεως του θεσμού της Πενταρχίας των Πατριαρχών) и преподавал общецерковную историю. В 1971 году он стал экстраординарным профессором, а в 1975 году — ординарным профессором кафедры всеобщей церковной истории, пробыв в таковом качестве до 2003 года, когда он стал почётным профессором. В то же время он преподавал другие курсы, такие как христианская и византийская археология, палеография, эпиграфика и каноническое право. С 1981 по 1983 год он был деканом богословской школы Афинского университета. Он регулярно преподавал историю Антиохийской церкви и византийскую живопись в Богословском институте святого Иоанна Дамаскина Антиохийского патриархата в рамках программы Министерства иностранных дел Греции.
С 1974 по 1979 год он занимал пост генерального директора по делам религий в Министерстве образования. Кроме того, в 1975—1980 годы был правительственным комиссаром в Священном синоде полуавтономной Критской православной церкви. С периодом его директорства связаны предложения о статьях (параграфах) Конституции 1975 года и Уставная хартия Элладской церкви (закон 590/1977). Эти предложения ставили своей целью обеспечение независимости Церкви во внутренних вопросах и разграничение институционного сотрудничества с Государством. Он внёс свой вклад в реформу церковного образования и образования клира, с установлением его базовой структуры — четырёхклассного церковного лицея. Для повышения квалификации клира были созданы пастырские классы в теологических училищах Афин и Салоник. Его предложение касательно вопроса церковного состояния-имущества (предоставление 4⁄5 имущества Церкви Греческому государству, всех сельскохозяйственных земель, кроме необходимых для жизни монахов, предоставление возможности эксплуатации 10 % остающейся 1⁄5, льготы в кредитовании Церкви) не были осуществлены по причине текущей обстановки. В вопросе гражданского брака своим предложением он поддержал позицию, что законодательное навязывание (гражданского брака) как исключительно обязательного неприемлемо, и утверждал, что Церковь должна принять законодательное установление (гражданского брака) в качестве альтернативной возможности.
Активно участвовал в подготовке Всеправославного собора. Участник Третьего (28 октября — 6 ноября 1986 года) и Четвертого предсоборного Совещания (Шамбези, 6—13 июня 2009 года). Участник заседаний Межправославной комиссии по подготовке Святого и Великого собора (Шамбези, 10—16 декабря 2009 года и 22—26 февраля 2011 года). Секретарь Специальной межправославной комиссии по подготовке Всеправославного собора. Участник первого, второго, третьего и четвёртого заседаний Специальной межправославной комиссии по подготовке Всеправославного собора. Секретарь Пятого предсоборного совещания в Шамбези (11—16 октября 2015 года). Сотрудник секретариата Собрания предстоятелей поместных православных церквей (Шамбези, 21—28 января 2016 год).
Участвовал в государственных инициативах, в том числе министерства образования, иностранных дел, в качестве представителя Элладской православной церкви в работе комиссии «Вера и церковное устройство» Всемирного совета церквей. Участвовал в двусторонних встречах православных церквей (Элладской, Иерусалимской, Антиохийской) с католиками, старокатоликами, нехалкидонскими церквями, всемирной лютеранской конфедерацией.
В 1997 году начал преподавать в Институте последипломного образования в области православного богословия при Православном центре Константинопольского патриархата в Шамбези, Женева. С 2003 года — декан того же Центра. 20 февраля 2019 года освобождён от должности декана Института высших исследований в области православного богословия при Православном центре Константинопольского патриархата в Шамбези.

## Публикации
- Σχέσις Εκκλησίας και Πολιτείας κατά τους Τρεις Ιεράρχας : λόγος λεχθείς την 30ην Ιανουαρίου 1977 (греч.). — Αθήναι: Εθνικό και Καποδιστριακό Πανεπιστήμιο Αθηνών, 1978. — 24 с.
- Εκκλησιαστική ιστορία : 1α από της αποστολικής εποχής μέχρι της εικονομαχίας (греч.). — Αθήναι, 1978. — 208 с.
- Σχεδίασμα εκκλησιαστικής ιστορίας της Ελλάδος (греч.). — Εν Ιεροσολύμοις, 1981. — 32 с.
- Εκκλησιαστική ιστορία Α΄ (греч.). — Αθήναι, 1994. — 990 с.
  - Εκκλησιαστική Ιστορία Α Απ αρχής μέχρι την Εικονομαχία (греч.). — Ιδιωτική Έκδοση, 2015. — 993 с. — ISBN 9789609639057.
- Εκκλησιαστική Ιστορία Β Από την Εικονομαχία μέχρι τη Μεταρρύθμιση (греч.). — Αθήναι, 1994. — 767 с.
  - Εκκλησιαστική Ιστορία Β Από την Εικονομαχία μέχρι τη Μεταρρύθμιση (греч.). — Ιδιωτική Έκδοση, 2015. — 993 с. — ISBN 9789609639057.
- Εκκλησιαστική Ιστορία Της Ρωσίας 988-1988 (греч.). — Αποστολική Διακονία, 1997. — 466 с. — ISBN 9789603152811.
- Εκκλησία και άτομα με ειδικές ανάγκες. Πρακτικά Α' εκδήλωσης του ερευνητικού προγράμματος "Θρησκευτική αγωγή και κοινωνική ένταξη Α.Μ.Ε.Α." (греч.). — Αποστολική Διακονία της Εκκλησίας της Ελλάδος, 1999. — 146 с. — ISBN 960-315-372-9. (в соавторстве)
- The Splendour of Orthodoxy. 2000 Years History, Monuments, Art: The Glory and Grandeur of Christian Orthodoxy (греч.). — Εκδοτική Αθηνών, 2000. — Т. 1. — 516 с. — ISBN 960-213-397-Χ.
- The Splendour of Orthodoxy. 2000 Years History, Monuments, Art: The Glory and Grandeur of Christian Orthodoxy (греч.). — Εκδοτική Αθηνών, 2000. — Т. 2. — 542 с. — ISBN 960-213-398-8.
- Канонско право: богословска перспектива (серб.). — Богословски фак. СПЦ, 2001. — 267 с. — ISBN 8674050115.
- Η ελληνική λογοτεχνία Από τον Όμηρο έως τις μέρες μας (греч.). — Εκδοτική Αθηνών, 2005. — 209 с. — ISBN 960-213-423-2. (в соавторстве)
- Οι Ευρωπαίοι Αρχαιότητα, Μεσαίωνας, Αναγέννηση (греч.). — Σαββάλας, 2004. — Т. 1. — 357 с. — ISBN 960-460-982-3. (в соавторстве)
- Εκκλησιαστική Ιστορία της Εκκλησίας της Ρωσίας από την ίδρυσή της μέχρι σήμερα (греч.). — Αθήνα: Αποστολική Διακονία, 2011. — 496 с. — ISBN 9789603152811.
- Η συμπροσευχή με τους ετερόδοξους κατά την ορθόδοξη θεολογική παράδοση (греч.). — Πατριαρχικόν Ίδρυμα Πατερικών Μελετών, 2011. — 146 с. — ISBN 960-8062-19-5. (в соавторстве)
- Εκκλησιαστική Ιστορία Γ Από την Άλωση μέχρι σήμερον (1453—2014) (греч.). — Ιδιωτική Έκδοση, 2014. — 1008 с. — ISBN 9780006311539.